# Vaillante Grand Défi
La Vaillante Grand Défi est un modèle de voiture imaginé par Jean Graton. Elle apparaît pour la première fois au cours du Mondial de l'automobile de Paris en 1999. Son nom vient du titre du premier album de la bande dessinée de la série Michel Vaillant : Le Grand Défi.
Elle est basée sur une barquette Hommell. Elle utilise la base mécanique d'une Peugeot 306 S16.
Elle était destinée à courir le 3Com Stars Challenge.
La Vaillante Grand Défi apparaît dans le film Michel Vaillant.

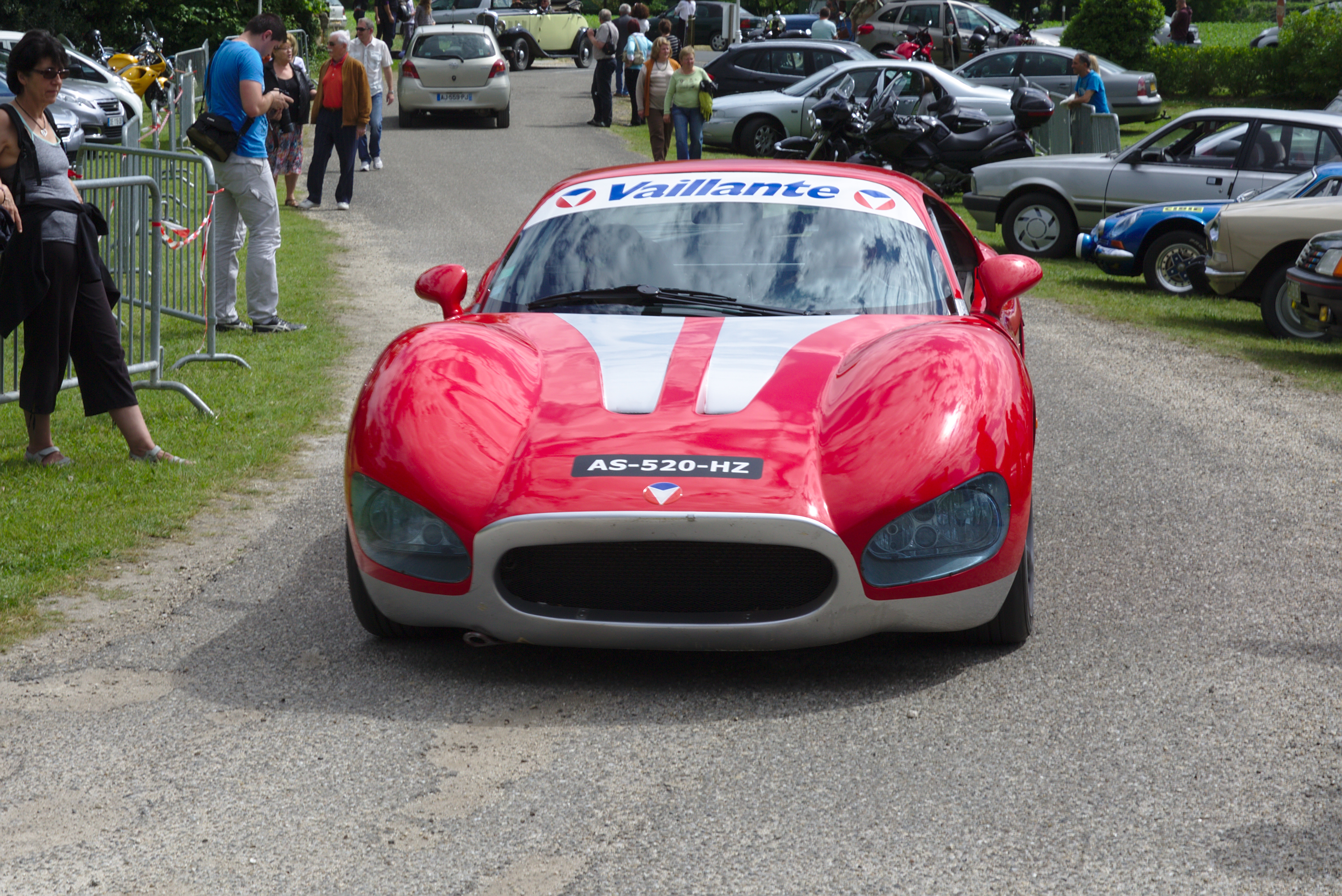
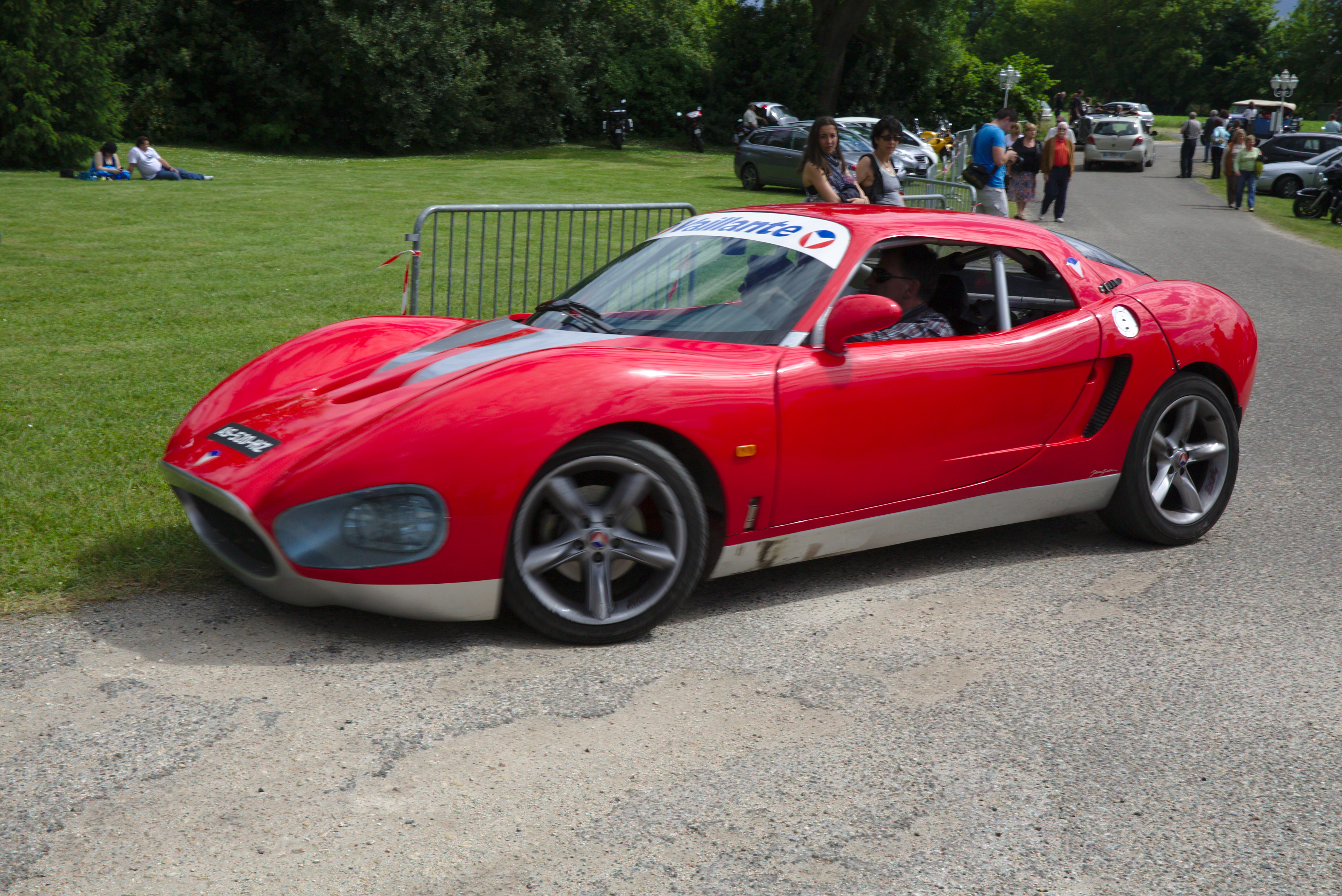
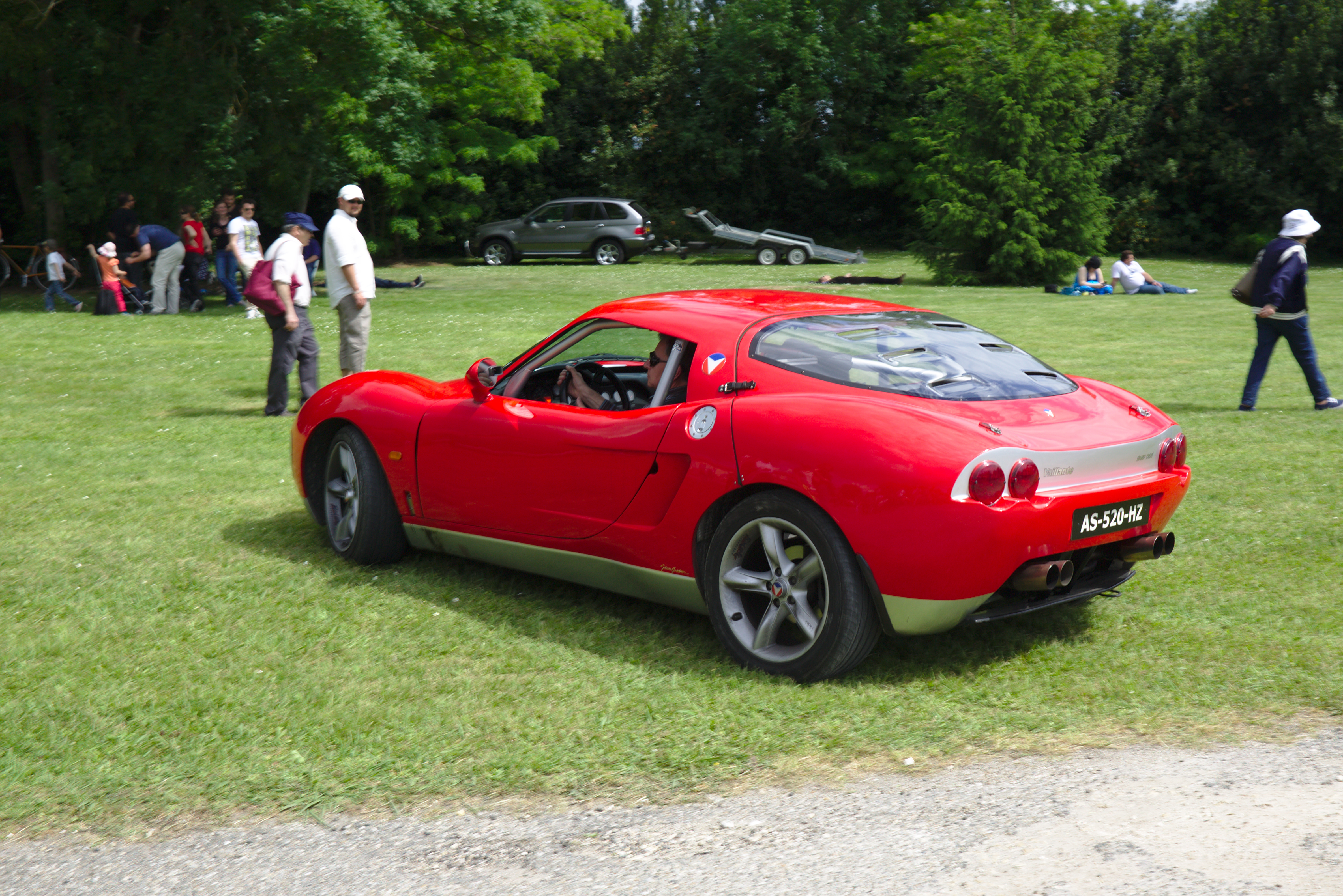